# Bolinho de chuva
Bolinho de chuva é uma especialidade típica tanto em Portugal como no Brasil.
É feito de farinha de trigo, ovos, leite e fermento químico ou bicarbonato de sódio (e algumas vezes frutas picadas). Os bolinhos são fritos em óleo quente e polvilhados com canela e açúcar. Em geral, as proporções são três xícaras de farinha de trigo e duas de leite para um ovo e o fermento é o último ingrediente a acrescentar. A massa é repartida em bolinhas, com a ajuda de uma colher, antes de ser frita.
Devido à facilidade na sua confecção, os bolinhos de chuva são servidos regularmente na África e, em Portugal, onde a massa apresenta paladar próximo ao da massa da Bola de Berlim (conhecida no Brasil como sonho), e é mais usado no Natal.
O bolinho de chuva surgiu em Portugal e tornou-se popular no Brasil graças ao programa de televisão Sítio do Picapau Amarelo, onde a cozinheira Tia Nastácia sempre fazia esses bolinhos para Pedrinho, Narizinho e para a boneca de pano Emília.

## História

### Origens
Em Portugal, por volta do século 17, durante um dia chuvoso, uma mulher criou o prato feito inicialmente de açúcar, ovos, canela, leite e manteiga para quando as crianças não pudessem sair de casa para correr e brincar; pois o prato seria umas das poucas coisas que "fariam a alegria deles".